# Merriott
Merriott är en ort och civil parish i Storbritannien.   Den ligger i grevskapet Somerset och riksdelen England, i den södra delen av landet, 200 km väster om huvudstaden London. Merriott ligger 59 meter över havet och antalet invånare är 2 020.
Terrängen runt Merriott är platt, och sluttar norrut. Runt Merriott är det ganska tätbefolkat, med 104 invånare per kvadratkilometer. Närmaste större samhälle är Yeovil, 11,9 km öster om Merriott. Trakten runt Merriott består i huvudsak av gräsmarker.